# Волков, Леонид Валерьевич
Леонид Валерьевич Волков (род. 15 октября 1988, Ленинград) — российский спортсмен, чемпион мира по фристайлу в аэротрубе.

## Биография
Леонид Волков родился 15 октября 1988 года в Ленинграде. С 1995 по 2002 год учился в школе, с 2002 по 2005 — в Нахимовском военно-морском училище, а в 2005 по 2010 годы — в Военном инженерно-техническом университете. После окончания военного университета попал по распределению на Балтийский флот в город Калининград, откуда уволился по собственному желанию в запас и вернулся в Санкт-Петербург.
В 2012 году начал заниматься прыжками с парашютом, после чего устроился инструктором в первую профессиональную аэротрубу Санкт-Петербурга FlyStation, где обучал управлению собственным телом в воздушном потоке. Через полгода тренировок Волков одержал победу в соревнованиях по полетам в аэротрубе в Санкт-Петербурге и был принят в спортивную команду FlyStation по вертикальной и динамической групповой акробатике в воздушном потоке. После двух лет выступлений в команде стал заниматься одиночным фристайлом.
С 2015 года Леонид Волков работает над проектом TunnelSport.com, где он публикует информацию о полётах тела в воздушном потоке.
В 2016 году, в Испании, состоялись первые в мире международные соревнования по музыкальному фристайлу в аэротрубе (танцы в аэротрубе) Wind Games, обязательным условием которых было использование музыкальной композиции в своем выступлении (до этого события все спортсмены летали без музыки), где Леонид Волков занял первое место. Номер россиянина включал в себя три сведенные композиции: вальс из фильма «Мой ласковый и нежный зверь», саундтрек «Clubbed to death» из «Матрицы» и «Lux Aeterna» из фильма «Реквием по мечте».
В 2017 Леонид Волков получил титул чемпиона мира по фристайлу, победив на чемпионате мира по полётам в аэротрубе с отрывом в 2 балла, который проводился в Канаде.

## Достижения
| Год  | Соревнование                            | Страна                  | Место | Результат |
| ---- | --------------------------------------- | ----------------------- | ----- | --------- |
| 2014 | Кубок мира по фристайлу в аэротрубе     | Остин, США              | 4     | 55,1      |
| 2015 | Чемпионат мира по фристайлу в аэротрубе | Прага, Чехия            | 3     | 59,5      |
| 2016 | Wind Games                              | Эмпуриабрава, Испания   | 1     | 486,6     |
| 2016 | Кубок мира по фристайлу в аэротрубе     | Варшава, Польша         | 2     | 62,4      |
| 2016 | Чемпионат России FAI                    | Санкт-Петербург, Россия | 1     |           |
| 2017 | Чемпионат России FAI                    | Санкт-Петербург, Россия | 1     |           |
| 2017 | Чемпионат мира по фристайлу в аэротрубе | Монреаль, Канада        | 1     | 64,9      |